# Nicholas Fodor
Nicholas Fodor (21 de octubre de 2001) es un deportista húngaro que compite en piragüismo en la modalidad de aguas tranquilas. Ganó una medalla de plata en el Campeonato Europeo de Piragüismo de 2021, en la prueba de C1 5000 m.

## Palmarés internacional
| Campeonato Europeo | Campeonato Europeo | Campeonato Europeo | Campeonato Europeo |
| Año                | Lugar              | Medalla            | Competición        |
| ------------------ | ------------------ | ------------------ | ------------------ |
| 2021               | Poznań (Polonia)   | Medalla de plata   | C1 5000 m          |